# میخلسونوفسکی
میخلسونوفسکی (به لاتین: Mikhelsonovsky) یک منطقهٔ مسکونی در روسیه است که در آدیغیه واقع شده‌است.